# Bob Windle
Robert George "Bob" Windle, född 7 november 1944 i Sydney, är en australisk före detta simmare.
Windle blev olympisk guldmedaljör på 1500 meter frisim vid sommarspelen 1964 i Tokyo.